# Лобаніха (Новичихинський район)
Лобані́ха (рос. Лобаниха) — село у складі Новичихинського району Алтайського краю, Росія. Адміністративний центр Лобаніхинської сільської ради.

## Населення
Населення — 374 особи (2010; 481 у 2002).
Національний склад (станом на 2002 рік):
- росіяни — 92 %